# 마이애미 인터내셔널 오토드롬
마이애미 인터내셔널 오토드롬(Miami International Autodrome)은 미국 플로리다주 마이애미가든스에 위치하여 하드록 스타디움 주변을 도는 자동차 경주 트랙이다. 트랙 길이 5.412km(3.363mi), 19개 코너로 구성되어 있다. 에이펙스 서킷 디자인(Apex Circuit Design)이 마이애미 그랑프리를 위해 설계하였으며 2022년 포뮬러 원 시즌부터 포뮬러 원 일정에 참여하였다.